# Assassin’s Creed Origins
Az Assassin’s Creed Origins akció-kalandjáték, melyet a Ubisoft Montreal fejlesztett és a Ubisoft jelentetett meg.
A játék az ókori Egyiptomban játszódik, ahol a főszereplő Szívai Bajek (akit a játékos irányít), aki aktívan részt vesz a testvériség megalapításában.  A játékosnak egyre nehezebb küldetéseket van módja teljesíteni. A küldetések nehézségi fokát a „level” érték jelzi. Ha ez piros, az azt jelzi, hogy a játékos karakterének szintje fölötti nehézségű feladatról van szó. A játék során megismerhetjük az asszaszinok rendjének születését, piramisokra mászhatunk és arénákban harcolhatunk.
A játék „háttere” a népet sanyargató fáraó, annak erőszakos katonái, majd az elnyomó rómaiak elleni felszabadító harc, amit a lakosság lelkesen támogat. Bajek személyes bosszút folytat egy titkos rend ellen, akik megölték a kisfiát.
A játékos eleinte csak a teljes térkép kicsiny részét tudja bejárni, a többi sötét satírozással van jelölve és elérhetetlen. Ezek a területek a játék során fokozatosan tárulnak fel. A játékban kulcsfontosságú az észrevétlen lopakodás és az óvatosság. Különösen az elején (amikor a karakter még viszonylag gyenge) ragadozók vagy útonálló rablók támadhatnak rá, ami rá nézve akár végzetesen is alakulhat. A közlekedés eszköze a futás, illetve ló vagy teve (ami füttyentésre bárhol megjelenik és bárhol ott lehet hagyni). Később nádcsónak és harci szekér is használható.
A játékos által a térképen kiválasztott célpont hozzávetőleges iránya és pontos távolsága folyamatosan látható. A magasságát a nyíl iránya jelzi. Egyes helyszíneket kis ikonok jeleznek a térképen (például kovácsműhely, erőd, állatok gyülekezőhelye, stb). Ezek szintén kiválaszthatók úticélnak, de a térkép tetszőleges pontja is. Az ismeretlen helyeket kérdőjel ikon jelzi, ezek elérésekor a játék 25 XP pontot ad.
Ha az életerő nullára csökken, a játék egy korábbi mentés állapotára áll vissza (a mentés a sikeres küldetések után automatikusan lezajlik és csak 1 db van belőle). A karakter akárhányszor „meghalhat”. A játék nehézségi foka beállítható.
A fő küldetések mellett mellékküldetések végrehajtására is bőven van lehetőség a játékban lévő lakossággal beszélve, vagy csak egy-egy bizonyos helyszínre eljutva: egy állat elejtése, egy elveszett tárgy vagy férj megkeresése, stb. pénzbeli és tapasztalatbeli („XP”) bevételt jelent, ez utóbbival a játékos karaktere egyre nagyobb szintet ér el („level”), amivel egyúttal támadási ereje és egészsége növekszik. A pénzzel fegyvereket lehet vásárolni a kovácsműhelynél (üllő és kalapács jelzi), de fegyvereket a legyőzött ellenfelektől is lehet szerezni („loot”).
Egyes kitüntetett magaslati pontokra felmászva („syncronization point”) és „szinkronizálva”, olyan térképi pontok jönnek létre, ahova a játéktér bármely más pontjáról teleport szerűen, a nagy távolságot kihagyva, egy lépésben juthatunk el.
A terep és a célpont közeli felderítését a játékos segítőtársa, egy Senu nevű sas végzi, amit a játékos irányít.
A szerepjátékokban megszokott módon lehetőség van a fegyverek és egyéb felszerelések fejlesztésére, vásárlásra és eladásra. Ezekhez általában nyersanyagokra van szükség (pl. állatbőr, fém), amit kereskedőtől szerezhetünk be, vagy a kalandozások során lehet találni és felszedni („loot”).
A játék végigviteléhez hozzájárul, ha a játékos legalább alapszinten érti az általa választott idegen nyelvet, mivel egyes NPC-kkel beszélve kérdéseket lehet nekik feltenni (például az elveszett tárgy feltételezett helyéről), illetve a küldetést el lehet vállalni, vagy későbbre lehet halasztani.
A Ubisoft egy csapata már a negyedik rész, a Black Flag után nekilátott ezt elkészíteni, és az alapoktól gondolták újra a koncepciót. Megváltozott a harcrendszer, tornyok helyett madár segít belátni a területeket, és több szerepjátékos elemet pakoltak bele.
A játék „18+” besorolást kapott a véres és erőszakos jelenetek miatt.